# Els Guiamets
Els Guiamets és un municipi de la comarca del Priorat, situat al límit sud-occidental de la comarca. El seu límit de ponent és el terme de Garcia, i el meridional, el de Tivissa, a la zona del poble de la Serra d'Almos, tots dos de la Ribera d'Ebre. A la resta, limita amb municipis del Priorat: el Masroig al nord, Marçà al nord-est i Capçanes a llevant.

## Etimologia
No és un topònim encara prou ben establert, ni gaire documentat, però tot fa pensar que es tracta d'un nom de lloc procedent d'un antropònim (nom de persona). Les primeres documentacions són del segle xiii, però no n'aclareixen l'origen. Podria tractar-se del cognom dels primers posseïdors del lloc. Una teoria que es podria postular és que tingui alguna cosa a veure amb el nom Guillem, d'origen germànic.

## Geografia
- Llista de topònims dels Guiamets (Orografia: muntanyes, serres, collades, indrets..; hidrografia: rius, fonts...; edificis: cases, masies, esglésies, etc).

No és un terme amb gaires elevacions importants, però està solcat per diversos rius i barrancs, delimitats per serres que passen poc dels 200 metres d'altitud. El límit nord corre paral·lel a la carretera N-420, mentre que el sud a la seva part occidental és la Riera de les Olles. A l'extrem sud-oriental el terme abraça una part de la vall del Barranc del Forcall, just al sud del Pantà dels Guiamets, pantà on es forma l'esmentada Riera de les Olles.
Aquesta riera i el canal del pantà vertebren la meitat sud del terme dels Guiamets. Paral·lel a ella, més al nord, discorre el Barranc de Marmellans, amb el seu afluent del Barranc del Coll de l'Egua. El Barranc de Marmellans prové de prop de Falset i travessa tot el terme de Marçà.

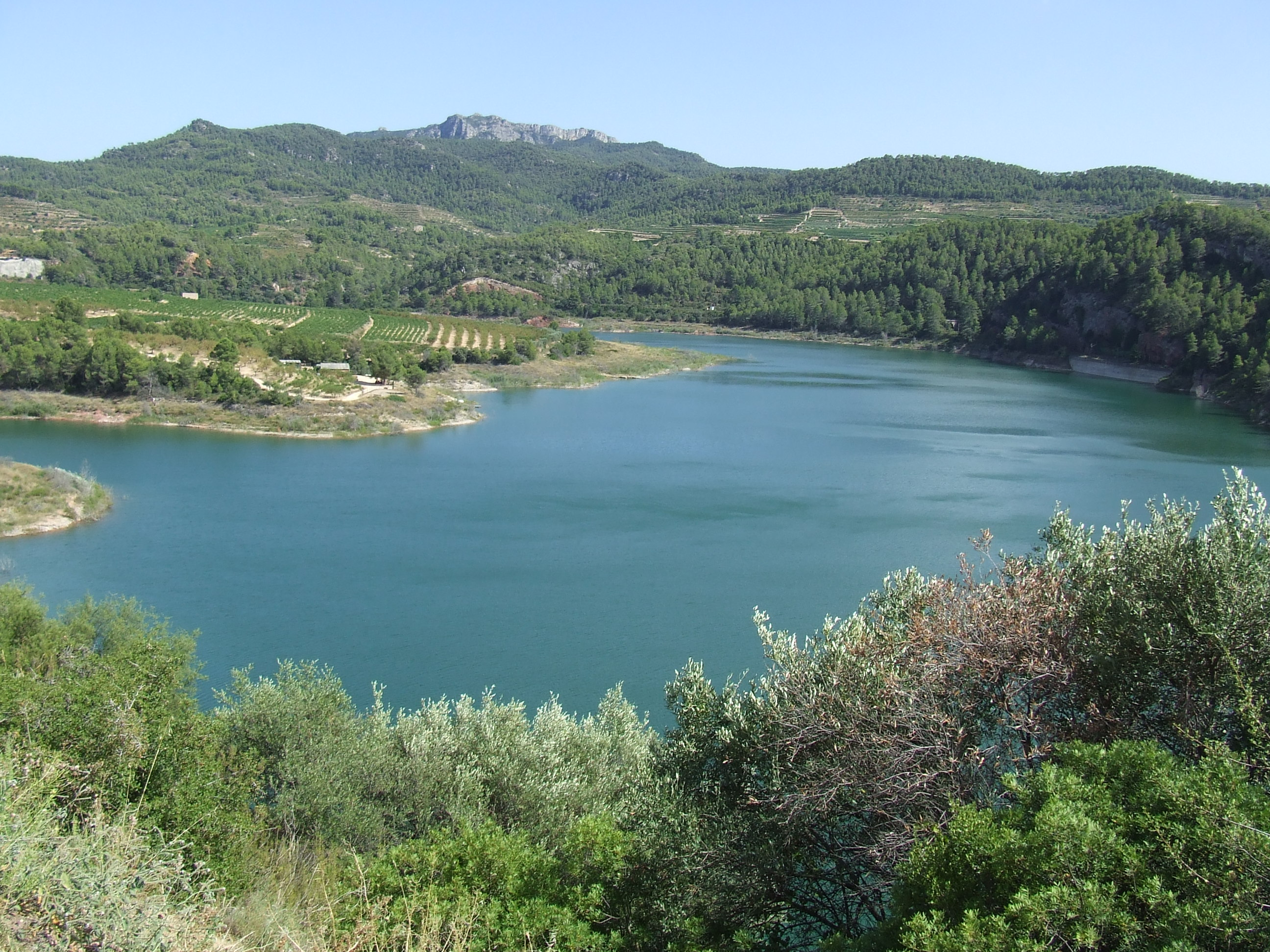
Pantà dels Guiamets des del Calvari, a llevant del poble

Entre la Riera de les Olles i el Barranc dels Marmellans es troba la serreta del Coll de les Obagues, a l'extrem de llevant de la qual es dreça el poble, i tanca l'altra banda d'aquest darrer barranc la serreta del Coll de l'Egua. Cap de les dues arriba als 200 m. alt.
Els punts més alts del terme són la Tosseta (on es van trobar les restes arqueològiques), de 305 msmn, a l'extrem nord-est del municipi, al límit amb el Masroig, i lo Calvari, de 244, al costat de llevant del poble, que es troba a 226 msmn.
L'element paisatgístic que destaca més dels Guiamets és el pantà, perfectament visible des del mateix poble, sobretot des del Calvari, on hi ha un mirador fet expressament per aquesta raó. El pantà fou construït entre 1951 i 1971, en una llarga obra que va deixar senyal, tant des del punt de vista humà com del del seu paisatge, i en el poble. A sota del mirador del Pantà (darrere del camp de futbol) hi ha la Roca dels Enamorats, que antigament era la punta més sortint des d'on es podia veure tota la immensitat d'aquest. Actualment hi ha un sender, provinent de Capçanes, que voreja tot el Pantà, fins a l'Embassament.

## El poble
El poble que dona nom al municipi és l'única agrupació d'habitants de tot el territori municipal. Hi ha algunes masies habitades, però la majoria romanen del tot deshabitades o només habitades els caps de setmana i les vacances.
El poble s'allargassa dalt de la carena que separa la Riera de les Olles del Barranc de Marmellans, a l'indret anomenat Clot d'en Cama. És un poble tot ell bastant nou, atès que cap casa mostra elements que vagin més enllà de finals del segle xviii o principis del XIX.

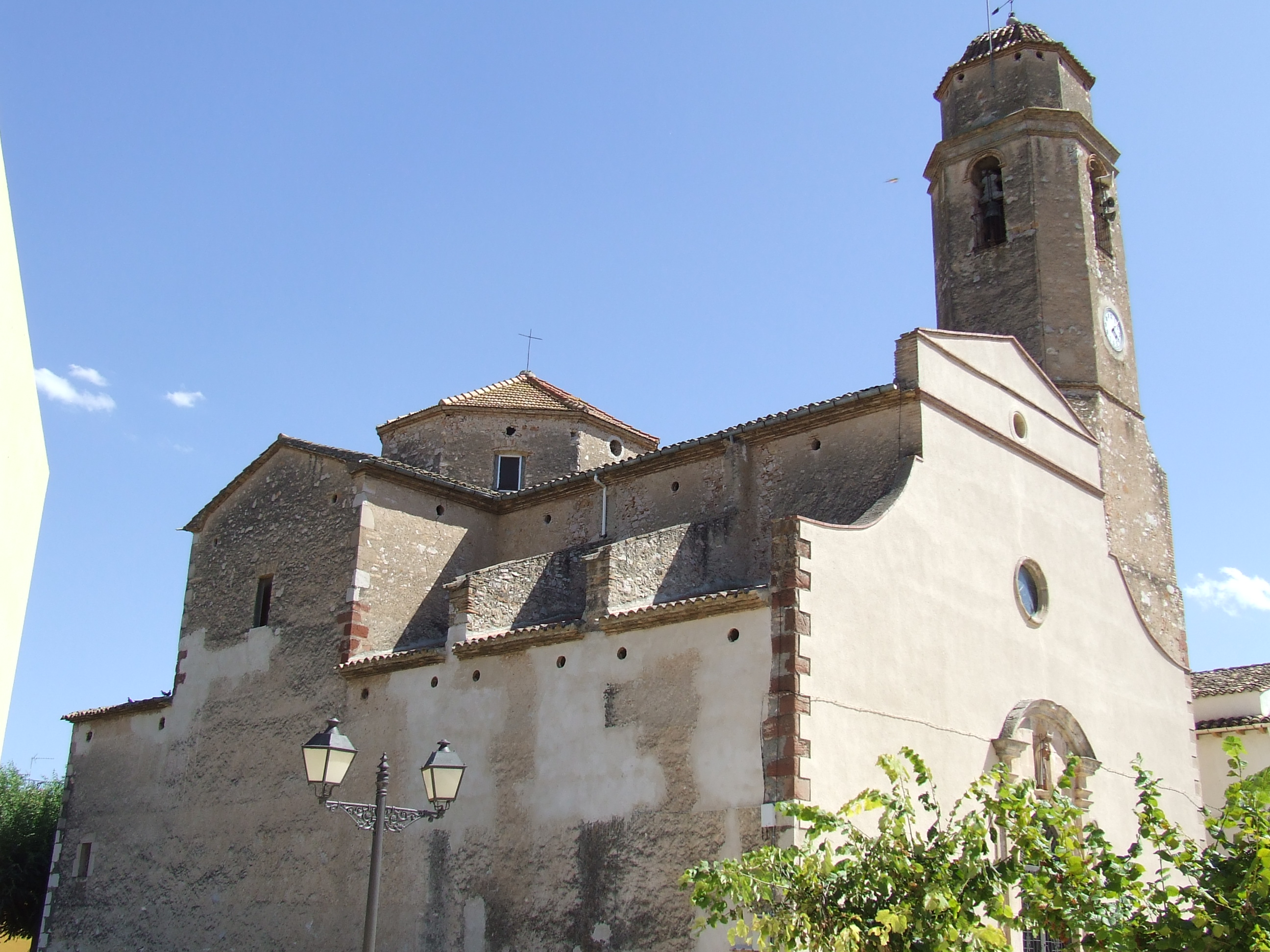
Església parroquial de Sant Lluís dels Guiamets

Des del 1787 consta l'existència de la parròquia, dedicada a Sant Lluís, i des del 1784 consta com a vicaria depenent també de Tivissa. La data de construcció de l'església és d'aquesta època: es començà a construir el 1791, quan el Bisbe de Tortosa va donar el permís oportú, atès l'estat en què es trobava el temple anterior. És una construcció de planta renaixentista, amb tres naus i vuit altars laterals. La parròquia ultrapassava el terme municipal, i incloïa alguns masos de Capçanes.
També destaca per l'antiguitat el Celler cooperatiu, que data del 1917, tot i que l'edifici no ho és pas gaire, de destacable. El celler Unió n'ocupa l'edifici, que ha ampliat de forma considerable. Algunes cases del poble mostren una certa puixança econòmica del poble entre darreries del segle xix i principis del xx. Al poble hi ha, encara, un altre celler, familiar, que fou construït avançat el segle xx. Al 2025 hi ha uns cinc cellers, alguns empesos per gent jove i emprenedora. De fet, al gener del 2025 l'Ajuntament ha inaugurat un espai de Co-working per tal d'acollir gent emprenedora que treballa a distància.

## Història
A la Tosseta dels Guiamets, s'hi va descobrir un centenar de talles de sílex del Paleolític superior, que diversos especialistes consideren de les més importants de Catalunya.
Al segle xii era un dels pobles que estaven en territori musulmà, i en la reconquesta fou annexat al territori de Tivissa, on va romandre fins al segle xix.
Tot i això, i tenir-se esments del lloc als segles xiii i xiv, a penes se sap res dels Guiamets antic, sobretot pel fet que el 1903 es va cremar l'arxiu municipal.
Se sap que va pertànyer al terme municipal de Tivissa, però es desconeix quan va assolir la seva independència municipal: hi ha qui la situa a ran de la Guerra del Francès, i ha qui ho fa a mitjan segle xix (1843). El que és segur, tanmateix, és que el darrer any que hem esmentat els Guiamets ja era tenia terme municipal propi.
La tradició oral explica que fou en bona part la tossuderia de l'alcalde d'aquell moment, Joaquim Giné, qui abillà una mula amb guarniments magnífics i cavalcà fins a Madrid, d'on tornà amb l'ordre de segregació i, per tant, de creació del municipi dels Guiamets.
Durant les Guerres Carlines, els Guiamets era una de les zones per on es movien més fàcilment els partidaris de Carles, i gairebé mai va estar en mans dels liberals.
Els darrers anys del segle xix suposaren una forta sotragada per a l'economia del poble: hi arribà la fil·loxera, atacant de ple tota la vinya del terme. Malgrat tot, es va refer del cop i aviat es constituïa el Celler cooperatiu, que el 1933 es federava amb disset entitats agrícoles de la comarca.
El final de la Guerra civil espanyola, malgrat la proximitat de la batalla de l'Ebre, no fou especialment cruent, als Guiamets. El poble caigué en mans franquistes el 13 de gener del 1939, pràcticament sense combat, tot i que els tres dies anteriors es van donar fortes batusses al nord del poble: a Bellmunt i a Falset. Ara bé, de retruc, prou que havia rebut de les conseqüències de l'immediat Front de l'Ebre. Tanmateix, el fet que a les eleccions de la Segona República Espanyola guanyessin sempre les dretes, als Guiamets, va fer que la repressió de la postguerra no hi fos especialment dura.
L'any 1911 l'arquitecte d'influència modernista Josep Maria Jujol va construir la font monumental del poble, commemorativa de la portada d'aigües.

## Activitat econòmica
La principal activitat dels Guiamets era l'agricultura. El conreu principal era la vinya, però també hi ha cultiu d'oliveres, ametllers i cirerers. Al 2025 en algunes finques hi ha plaques solars, i altres són perdudes. L'activitat econòmica principal ja fa anys que no és l'agricultura, sinó administració pública (bombers, professorat, sanitaris) i persones que treballen a Mora, Falset, Reus o Tarragona.
El Celler Cooperatiu, fundat el 1917, disposa de moderns aparells per a l'elaboració del vi, principalment negre i blanc, i també una certa quantitat de mistela. Es conserven aparells antics, perduts en la majoria de cooperatives, que podrien ser la base per a un museu local. Alguns encara estan en ús. El celler actualment és propietat d'Unió. Es poden fer visites, si es concerten amb antelació.
També n'hi ha de particulars, un de propietat familiar, amb quasi un segle d'antiguitat, conegut popularment com el celler Rosa la Guapa, i un altre de molt nou l'Acústic Celler. Hi ha el celler que dirigeix Joan Pujades; el celler La Placeta, del Quim i la Mercè, el celler de Cal Bessó, del Raimon i el Jaume.
La presència de l'embassament dona molta personalitat al poble i li confereix un atractiu que cap altre poble de la zona té. Abans de la sequera i onades de calor, s'hi podia navegar, nedar, pescar. Hi havia un servei de lloguer de kaiaks i embarcacions. Es pot anar de Guiamets a Capçanes en embarcació per l'aigua. Els anys 2023 i 2024, però, la dura sequera ha provocat que es tanqui aquest servei, que també oferia passejos a cavall.
Compta amb una Residència Geriàtrica, en la casa on abans hi havia el celler de Rosa la Guapa, a la carretera. En aquesta residència hi va viure Neus Català, una guiametana reconeguda per la seva trajectòria de resistent i supervivent dels camp de concentració (vida sobre la qual s'ha escrit "Un cel de plom"). Les visites a la Neus Català a la residència per part de persones que havien llegit el llibre i coneixien la seva vida foren constants.

## Festes i tradicions
Com a tot Catalunya, la festa de Sant Joan (24 de juny) és molt celebrada, amb l'arribada de la flama del Canigó, focs artificials i ball de nit amb coca i sangria.

La Festa Major és entre el 20 i el 25 d'agost, amb l'esquema habitual de les festes majors del país, on destaca la música i el ball d'estils variats (sardanes, música tradicional, ball de Festa Major, havaneres i rom cremat....).
El 28 de desembre se celebra la festa dels Sants Innocents, que s'inicia amb un esmorzar popular de llonganissa i torrada a una foguera enmig de la plaça amb all-i-oli inclòs, i xocolatada per tothom, i acostuma a acabar  amb un ball o conert de nit. És tradició que el jovent del poble durant la nit que precedeix la matinada del 28 de desembre innocentades per tot el poble. Una dels darrers anys més sonades fou la que va consistir en tapiar la porta d'entrada de l'esglèsia amb maons i ciment just el dia que el Bisbe de Tortosa visitava el recinte.

## Serveis turístics
Ara per ara, als Guiamets hi ha un sol restaurant, El Mestral, situat a la mateixa carretera a l'alçada del centre de la població. L'any 2011 s'ha inaugurat un petit hotel rural, cal Torner, dedicat a l'enoturisme.

## Associacions
- Associació de Dones Els Guiamets
- Associació de Joves
- Associació de Jubilats i Pensionistes d'Els Guiamets

## Comunicacions

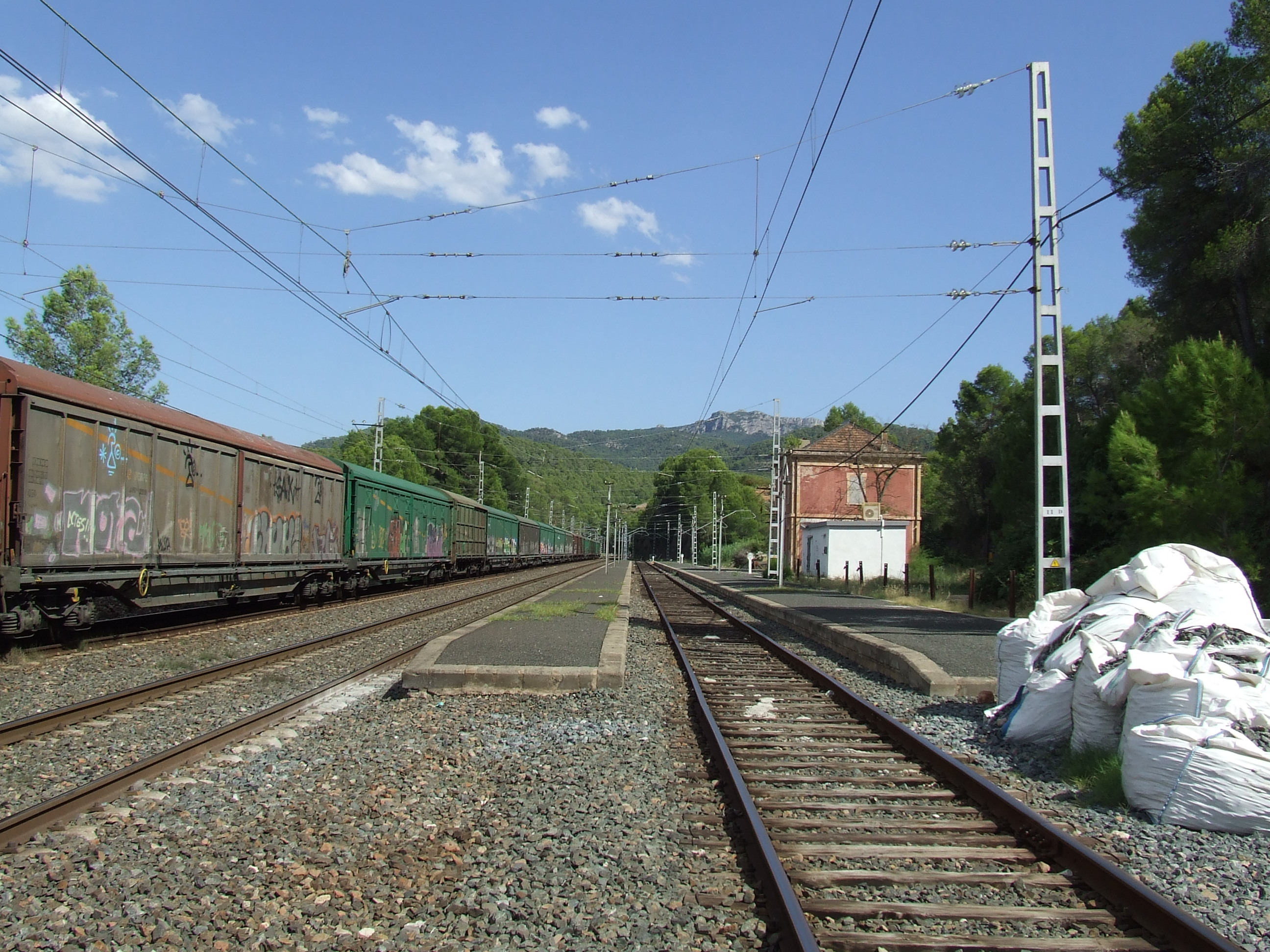
L'abandonada estació dels Guiamets

Tot i ser un terme no gaire gran, té diversos mitjans de comunicació que el travessen. Per la part nord, la carretera N-420 (Tarragona-Còrdova), i pel costat oriental, la carretera TV-3031 (C-44, a Tivissa-N-420, als Guiamets). En ser bastant pla, nombrosos camins rurals completen la xarxa de comunicacions dels Guiamets, a més d'una carretera local que mena a la N-420 a prop del Masroig.
El ferrocarril, en la línia de Tarragona a Móra la Nova, també s'estén per aquest terme, venint de Marçà i baixant ja cap a la Ribera d'Ebre a través del terme de Tivissa. Els Guiamets hi té estació, un quilòmetre al sud-oest del poble. La distància entre el poble i l'estació fa que la seva utilització actual sigui molt baixa, tot i que és una estació gran, encara que abandonada. Al costat de l'estació hi figura una casa mig derruïda que s'utilitzà durant la Guerra Civil com a Hospital. Moltes persones del poble hi col·laboraven durant la Guerra Civil curant als malalts, que després posaven als trens per ser transportats cap a Reus.
Al llarg del dia, a més, només un tren a mitja tarda l'enllaça amb les estacions en direcció a Tarragona i Barcelona, i un a mig matí i un altre a la nit hi para, en direcció a Móra la Nova i l'Aragó.
Segons la Guia de mobilitat en transport públic de la Generalitat de Catalunya, no hi ha cap servei públic d'autobusos que tingui parada als Guiamets.

## Demografia
| 1497 f | 1515 f | 1553 f | 1717 | 1787 | 1857 | 1877 | 1887 | 1900 | 1910 |
| ------ | ------ | ------ | ---- | ---- | ---- | ---- | ---- | ---- | ---- |
| 14     | 8      | 10     | -    | -    | 436  | 359  | 373  | 413  | 397  |

| 1920 | 1930 | 1940 | 1950 | 1960 | 1970 | 1981 | 1990 | 1992 | 1994 |
| ---- | ---- | ---- | ---- | ---- | ---- | ---- | ---- | ---- | ---- |
| 503  | 416  | 391  | 332  | 412  | 339  | 310  | 296  | 299  | 299  |

| 1996 | 1998 | 2000 | 2002 | 2004 | 2006 | 2008 | 2010 | 2012 | 2014 |
| ---- | ---- | ---- | ---- | ---- | ---- | ---- | ---- | ---- | ---- |
| 302  | 298  | 304  | 308  | 315  | 330  | 327  | 329  | 311  | 292  |

| 2016 | 2018 | 2020 | 2022 | 2024 | 2026 | 2028 | 2030 | 2032 | 2034 |
| ---- | ---- | ---- | ---- | ---- | ---- | ---- | ---- | ---- | ---- |
| 273  | 270  | 278  | 279  | 258  | -    | -    | -    | -    | -    |

## Política

### Eleccions al Parlament de Catalunya del 2012
| Candidatura | Candidatura   | Cap de llista          | Vots | Regidors | % vots |
| ----------- | ------------- | ---------------------- | ---- | -------- | ------ |
|             | CiU           | Artur Mas              | 60   |          | 28,84  |
|             | ERC           | Oriol Junqueras        | 45   |          | 21,63  |
|             | CUP           | David Fernández        | 39   |          | 18,75  |
|             | ICV-EUiA      | Joan Herrera           | 19   |          | 9,13   |
|             | PSC           | Pere Navarro           | 18   |          | 8,65   |
|             | PPC           | Alicia Sánchez-Camacho | 18   |          | 8,65   |
|             | C's           | Albert Rivera          | 2    |          | 0,96   |
|             | Vots en blanc |                        | 1    |          | 0,48   |
|             | Altres        |                        | 6    |          | 3,85   |
| Total       | Total         | 209                    | 209  |          | 82,28  |

## Personalitats
- Neus Català i Pallejà (1915-2019), supervivent del camp de concentració nazi de Ravensbrück.
- Lluís Maria Perpinyà i Rofes (1974), jugador d'escacs i mestre internacional en l'escala FIDE.

## Ciutats agermanades
- Rubí.[1]